# Патриляк, Казимир Иванович
Казимир Иванович Патриляк (пол. Kazimierz Patrylak 16 декабря 1938, с. Долина Санокского повята Ряшевского воеводства в Польше, (Лемковщина) — 3 апреля 2015, г. Киев) — советский и украинский ученый-химик, доктор химических наук, руководитель отдела каталитического синтеза Института биоорганической химии и нефтехимии (ИБОНХ) НАН Украины, профессор Национального технического университета Украины «Киевский политехнический институт».

## Биография
Казимир Иванович Патриляк родился 16 декабря 1938 г. на Лемковщине, в с. Нагоряны Санокского уезда Ряшевского воеводства (Польша). В 1946 г. семью Патриляков переселили в с. Гаи-Ростоцкие Зборовского района Тернопольской области, где в 1956 г. Патриляк окончил среднюю школу. В 1961 г. окончил Львовский политехнический институт по специальности «Технология нефти и газа».
В 1969 г. защитил кандидатскую, а в 1986 г. — докторскую диссертацию. С 1991 г. возглавлял отдел каталитического синтеза Института биоорганической химии и нефтехимии (ИБОНХ) НАН Украины. Занимал должность профессора Национального технического университета Украины «Киевский политехнический институт».
К. Патриляк является автором и соавтором более 200 научных трудов. Исследовал сложные гетерогенные и гетерогенно-каталитические системы. Сформулировал закономерность аномального изменения давления насыщенного пара над веществом в массивном и кластерном состояниях, проанализировал последствия, которые из нее вытекают. Открыл явление колебательной адсорбции, обнаружил его роль, как переключающего механизма определенных колебательных процессов. Предложил механизмы практически важных карбонно-ионных реакций. Разработал ряд отечественных катализаторов.
В 1978 г. в интересах Южмаша и тогдашней оборонной промышленности решил проблему прогнозирования на период до 20 лет эксплуатационных характеристик материалов без длительных и дорогостоящих натурных испытаний.
В течение 1986—1988 гг., после аварии на Чернобыльской АЭС, разработал эффективные способы пылеподавления и закрепления пыльных территорий, что позволило снизить уровни радиации воздушного бассейна в десятки раз. Руководил этими работами АН Украины в зоне отчуждения ЧАЭС. Было закреплено свыше 5 тыс. га пыльных площадей различных типов, пыльные обочины шоссейных дорог протяженностью в сотни километров, устранено пыление сотен километров грунтовых дорог.
К. Патриляк подготовил 10 кандидатов и одного доктора наук, более 20 инженеров-технологов и магистров. Он был членом ученых советов ИБОНХ Украины и Института физической химии им. Л.В. Писаржевского НАН Украины по защите кандидатских и докторских диссертаций, членом государственной экзаменационной комиссии НТУУ «КПИ» по специальности «Химическая технология неорганических веществ». Входил в состав редколлегий журналов «Катализ и нефтехимия», «Теоретическая и экспериментальная химия» (оба НАН Украины) и «Нефтехимия» (РАН).
Награжден тремя медалями, Грамотами Правительственной комиссии по вопросам ликвидации последствий аварии на ЧАЭС, Почетной грамотой Президиума НАН Украины, Грамотой Верховной Рады Украины.
Лауреат Государственной премий Украины в области науки и техники 2014 года.
Умер 3 апреля 2015. Похоронен в родном селе Гаи-Ростоцкие.

## Публикации
1. Патриляк К.И. Соединения включения и некоторые проблемы гетерогенных равновесий. – К.: Наукова думка, 1987.
2. Патриляк К.И., Сидоренко Ю.Н., Бортышевский В.А. Алкилирование на цеолитах. — Киев: Наукова думка. — 1991.
3. Patrylak K.I., Taranookha O.M. On the Phenomenon of Oscillations by Adsorption // Zeolites, 1997, v. 18, N1, р. 7—9.
4. Patrylak K.I., Taranookha O.M. New Developments Concerning the Nature of the Zeolites Activity and Isobutane with Butenes Alkylation Mechanism // Preprints, Am. Chem. Soc., Div. Petr. Chem., 1996, v. 41, №4, р. 678—681.
5. Patrylak K.I., Manza I.A., Urusova N.P., Zub Yu.L. On the Possibility of Linear Hexane to Benzene Direct Derydrocyclization over Superacid Catalyst // Preprints, Am. Chem. Soc., Div. Petr. Chem., 1997, v. 42, №4, р. 773—776.
6. Patrylak K.I., Bobonych F.M., Voloshyna Yu.G., Levchuk M.M., Il’in V.G., Yakovenko O.M., Manza I.A., Tsupryk I.M. Ukrainian Mordenite-Clinoptilolite Rocks as a Base for Linear Hexane Isomerization Catalyst // Appl. Catal. A: General, 1998, v. 174, р. 187—198.
7. Patrylak K.I., Taranookha O.M. On the Nature of the Phenomenon of the Oscillatory Adsorption // Adsorpt. Sci. Technol., 1998, v. 16, N 10, p. 867—877.
8. Патриляк К.И., Назарок В.И., Патриляк Л.К., Выпирайленко В.И., Манза И.А., Родэ Г.Г., Храновская В.И., Лихневский Р.В., Яковенко А.Н., Самусь Л.Г. Синтез и изучение катализатора крекинга на основе каолина Просяновского месторождения // Ж. прикл. химии, 1999, т.72, вып. 5, с. 798—803.
9. Патриляк К.И., Бобонич Ф.М., Волошина Ю.Г., Левчук Н.Н., Соломаха В.Н., Яковенко А.Н., Манза И.А., Цуприк И.Н. Изомеризация гексана на катализаторах с природной морденит-клиноптилолитовой основой различного фазового состава // Ж. прикл. химии, 1999, т. 72, вып. 11, с. 1836—1841.
10. Patrylak L.K. Chemisorption of the Lewis bases on zeolites – а new interpretation of the results // Adsorp. Sci. Technol., 1999, v. 17, № 2, р. 115—123.
11. Patrylak L. Chemisorption and the Distribution of Acid Y Zeolite Cumene Cracking Products // Adsorp. Sci. Technol., 2000, v. 18, N 5, p. 399—408.
12. Patrylak K.I., Patrylak L.K., Taranookha O.M. Oscillatory Adsorption as the Determinant of the Fluctuating Behaviour of Different Heterogeneous Systems // Adsorp. Sci. Technol., 2000, v. 18, N 1, р. 15—25.
13. Патриляк К.И., Патриляк Л.К., Тарануха О.М., Манза И.А., Яковенко А.В. Особенности протекания некоторых карбоний-ионных реакций на кислотных формах фожазитов // Теоретическая и экспериментальная химия, 2000, т. 36, № 5, с. 313—316.
14. Patrylak K., Patrylak L., Taranookha O. A Unique Oscillatory Phenomenon Revealed by Microweighing Method // Journal of Thermal Analysis and Calorimetry, 2000, v. 62/2, p. 401—406.
15. Patrylak K.I., Bobonych F.M., Voloshyna Yu.G., Levchuk M.M., Solomakha V.M., Patrylak L.K., Manza I.A., Taranookha O.M. Linear Hexane Isomerization over the Natural Zeolite Based Catalysts Depending on the Zeolite Phase Composition // Сatalysis Today, 2001, V. 65, N2—4, p. 129—135.
16. Патриляк К.И., Патриляк Л.К., Манза И.А., Тарануха О.М. О механизме селективной ароматизации гексана до бензола на различных цеолитных катализаторах // Нефтехимия, 2001, т. 41, № 6, с. 417—429.
17. Patrylak L., Likhnyovskyi R., Vypyraylenko V., Leboda R., Skubiszewska-Zieba J., Patrylak K. Adsorption Properties of Zeolite-Containing Microspheres and FCC Catalysts on the Basis of Ukrainian Kaolin // Adsorp. Sci. Technol., 2001, V. 19, N 7, p. 525—540.
18. Патриляк Л.К., Бартош П.И. Особенности механизма алкилирования изобутана бутенами на цеолитных катализаторах // Теоретическая и экспериментальная химия, 2003, Т. 39, №3, с. 172—178.
19. Патриляк Л.К., Манза И.А., Выпирайленко В.И., Коровицына А.С., Лихневский Р.В. Исследование механизма изомеризации гексана с использованием микроимпульсного режима // Теоретическая и экспериментальная химия, 2003, Т. 39, №4, с. 255—259.
20. Патриляк К.И., Бобонич Ф.М., Цупрык И.Н., Бобик В.В., Левчук Н.Н., Соломаха В.Н. О роли экстернальных кислотных центров цеолитной основы Pd-содержащих катализаторов в изомеризации гексана // Нефтехимия, 2003, т. 43, № 6, с. 387—395.